# Metropolis (romanzo Thea von Harbou)
Metropolis è un romanzo distopico di proto-fantascienza della scrittrice tedesca Thea von Harbou del 1926.

## Storia editoriale
Il romanzo fu scritto contemporaneamente alla sceneggiatura dell'omonimo film, diretto da Fritz Lang.
Una prima versione del romanzo fu pubblicato a puntate sulla rivista tedesca Illustriertes Blatt tra l'agosto e il dicembre 1926. Le differenze tra questa versione e la successiva, pubblicata anch'essa nel 1926 ma in edizione rilegata per l'editore August Scherl, nonché con la trama del film sono evidenti; da questa prima stesura non vi è traccia del robot, l'iconico Maschinenmensch Hel , sostituito nella storia dalla malvagia sorella minore di Maria, Annelie, detta Ninon. Anche le suggestioni fantascientifiche in questa prima edizione sono meno evidenti.
Seppure non vi siano dubbi circa la data di pubblicazione delle due versioni del romanzo e su quella di completamento del film, proiettato a Berlino il 10 gennaio 1927, alcune tesi sostengono una diversa cronologia di realizzazione delle opere, affermando che la data di stesura della versione a puntate del romanzo sia posteriore rispetto al romanzo rilegato e alla sceneggiatura del film, le cui riprese iniziarono il 22 maggio 1925.
L'opera è stata tradotta in Italia per la prima volta nel 1966 dalla casa editrice Granillo Editore.

## Trama
(Thea von Harbou, Metropolis)

## Edizioni
- (DE) Thea von Harbou, Metropolis, 1ª ed., Berlino, August Scherl, 1926.
- Thea von Harbou, Metropolis, traduzione di Luigi Cozzi, Proxima, n. 4, Milano, Granillo Editore, 20 luglio 1966.
- Thea von Harbou, Metropolis, traduzione di Riccarda Novello, Collezione Biblioteca, n. 142, Udine, Edizioni Studio Tesi, novembre 1993, ISBN 8876923934.
- Thea von Harbou, Metropolis, traduzione di Luigi Cozzi, Il Fantastico Economico Classico, n. 48, Roma, Compagnia del Fantastico. Gruppo Newton, 13 gennaio 1996, ISBN 8881832526.